# Клод Зіді
Клод Зіді́ (фр. Claude Zidi; нар. 25 липня 1934, Париж) — французький кінорежисер-комедіограф та кінооператор. Лауреат премії «Сезар» за найкращу режисуру (1985) за фільм «Відчиніть, поліція!».

## Біографія
Клод Зіді народився 25 липня 1934 року у Парижі в сім'ї вихідців з Алжиру. Після закінчення ліцею «Кондорсе» він вступив до «Національної вищою школи імені Луї Люм'єра», потім служив в армії. Шлях Клода Зіді в кінематографі почався у 1958 році. Десять років він працював асистентом оператора.
У 1969 році Клод Зіді як головний оператор знімав драму Мішеля Драша (фр. Michel Drach) «Еліза, або справжнє життя» (фр. Élise ou la Vraie Vie).
У 1971 році Зіді дебютував як комедійний режисер, поставивши фільм «Новобранці божеволіють» (фр. Les Bidasses en folie) за участю групи коміків «Шарло». З цими ж артистами Зіді за три роки зняв ще три комедії.
Широку підтримку публіки отримали також його розважальні картини «Гірчиця б'є в ніс» і «Не втрачай з погляду» з П'єром Рішаром, «Крильце чи ніжка» і «Чвари» з Луї де Фюнесом, «Чудовисько» з Жаном-Полем Бельмондо, «Інспектор-роззява» і «Банзай!» у яких головні ролі виконував Колюш.
Надалі фільми Клода Зіді набувають великої сатирично-пародійної спрямованості, що добре помітно у «Відчиніть, поліція!» (картина здобула премію «Сезар» як найкращий фільм року, а Клод Зіді — за найкращу режисуру), у другій частині «Продажні проти продажних» та «Асоціації зловмисників».
У 1991 році поставив стрічку «Тотальне стеження», рімейк якої, «Правдива брехня», через три роки зняв Джеймс Кемерон.
Серед останніх фільмів Клода Зіді — ексцентрична комедія «Астерікс і Обелікс проти Цезаря», за участю Жерара Депардьє, Крістіана Клав'є та Роберто Беніньї, а також фільм «Відчиніть, поліція!-3».

## Фільмографія
Режисер та сценарист
| Рік  | Назва                                                    | Оригінальна назва                | Примітки                                                |
| ---- | -------------------------------------------------------- | -------------------------------- | ------------------------------------------------------- |
| 1971 | «Новобранці божеволіють»                                 | Les bidasses en folie            |                                                         |
| 1972 | «Божевільні на стадіоні»                                 | Les fous du stade                |                                                         |
| 1973 | «Великий переполох»                                      | Le grand bazar                   |                                                         |
| 1974 | «Він починає гніватися»                                  | La moutarde me monte au nez      |                                                         |
| 1974 | «Новобранці йдуть на війну»                              | Les bidasses s'en vont en guerre |                                                         |
| 1975 | «Тримай у полі зору»                                     | La course à l'échalote           |                                                         |
| 1976 | «Крильце чи ніжка»                                       | L'aile ou la cuisse              |                                                         |
| 1977 | «Чудовисько»                                             | L'animal                         |                                                         |
| 1978 | «Чвари»                                                  | La zizanie                       |                                                         |
| 1979 | «Дурний, але дисциплінований»                            | Bête mais discipliné             |                                                         |
| 1980 | «Дурні на іспитах»                                       | Les sous-doués                   |                                                         |
| 1980 | «Інспектор-роззява»                                      | Inspecteur la Bavure             |                                                         |
| 1982 | «Дурні на канікулах»                                     | Les sous-doués en vacances       |                                                         |
| 1983 | «Банзай»                                                 | Banzaï                           |                                                         |
| 1984 | «Відчиніть, поліція!» («Мій новий напарник»; «Продажні») | Les ripoux                       | - Сезар за найкращий фільм - Сезар за найкращу режисуру |
| 1985 | «Королі жарту»                                           | Les rois du gag                  |                                                         |
| 1987 | «Асоціація зловмисників»                                 | Association de malfaiteurs       |                                                         |
| 1989 | «Двоє»                                                   | Deux                             |                                                         |
| 1989 | «Відчиніть, поліція!-2»                                  | Ripoux contre ripoux             |                                                         |
| 1991 | «Тотальне стеження»                                      | La totale!                       |                                                         |
| 1993 | «Між двох вогнів»                                        | Profil bas                       |                                                         |
| 1997 | «Арлетт»                                                 | Arlette                          |                                                         |
| 1999 | «Астерікс і Обелікс проти Цезаря»                        | Astérix et Obélix contre César   |                                                         |
| 2001 | «Клуб»                                                   | La Boîte                         |                                                         |
| 2003 | «Відчиніть, поліція!-3»                                  | Ripoux 3                         |                                                         |
| 2008 | «Міс Олівер пішла по-англійськи»                         | Miss Oliver a filé à l'anglaise  |                                                         |

Операторські роботи
- 1969 — «Еліза, або справжнє життя»;
- 1967 — «Ідіот в Парижі».

## Нагороди та номінації
| Рік  | Фільм          | Нагорода                        | Категорія           | Результат |
| ---- | -------------- | ------------------------------- | ------------------- | --------- |
| 1985 | Премія «Сезар» | найкращий фільм                 | Відчиніть, поліція! | Перемога  |
| 1985 | Премія «Сезар» | Найкращий режисер               | Відчиніть, поліція! | Перемога  |
| 1985 | Премія «Сезар» | Найкращий оригінальний сценарій | Відчиніть, поліція! | Номінація |